# 21. století (časopis)
21. století je český populárně-vědecký časopis, který vychází od roku 2003. Vychází v rámci vydavatelství RF-Hobby, jedná se o měsíčník. Šéfredaktorem je od června 2019 Jan Zelenka.

## Popis magazínu
Kromě klasických čísel vycházejí každý rok i dvě speciální vydání s názvem 21. století Extra. Patří k nejčtenějším tuzemským periodikům svého druhu, jeho čtenost se dle Mediaprojektu v roce 2014 pohybovala kolem 266 000, prodaný náklad vycházel na cca 32 tisíc kusů. V prvním a druhém čtvrtletí roku 2020, tedy v období poznamenaném koronavirovou pandemií, byl průměrný prodaný náklad 18 625 výtisků a průměrná čtenost 241 000 čtenářů a čtenářek.
Cizojazyčná mutace časopisu vychází také v Polsku a v Maďarsku.
21. století získalo v roce 2011 první místo v soutěžní přehlídce popularizace vědy SCIAP 2011 v kategorii periodikum. Ve stejné soutěžní přehlídce získal časopis třetí místo i v roce 2016. 